# Bactrogyna
Bactrogyna Millidge, 1991 è un genere di ragni appartenente alla famiglia Linyphiidae.

## Distribuzione
L'unica specie oggi nota di questo genere è stata reperita in Cile: in particolare nella regione di Coquimbo e nella regione di Valparaíso.

## Tassonomia
A maggio 2011, si compone di una specie:
- Bactrogyna prominens Millidge, 1991[4] — Cile